# 1639.
◄ | 16. stoljeće | 17. stoljeće | 18. stoljeće | ►
◄ | 1600-ih | 1610-ih | 1620-ih | 1630-ih | 1640-ih | 1650-ih | 1660-ih | ►
◄◄ | ◄ | 1636. | 1637. | 1638. | 1639. | 1640. | 1641. | 1642. | ► | ►►
Arhitektura • Astronomija • Glazba • Kazalište • Kiparstvo • Knjige • Književnost • Kršćanstvo • Medicina • Politika • Pravo • Promet • Slikarstvo • Znanost

## Događaji
- osnovan Ulan Bator

## Rođenja
- 22. prosinca – Jean Racine, francuski dramatičar († 1699.)

## Smrti
- 20. siječnja – Mustafa I., otomanski sultan (* 1592.)

## Vanjske poveznice
|  | Zajednički poslužitelj ima još gradiva o temi 1639. |